# Christian Tønsberg

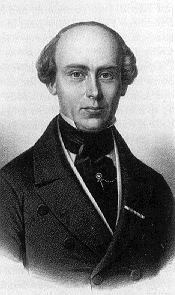
Christian Tønsberg

Nils Christian Tønsberg (* 7. Dezember 1813 in Bergen; † 6. Februar 1897 in Kristiania) war ein norwegischer Verleger und der Besitzer des größten Verlages in Norwegen im 19. Jahrhundert.

## Jugend und Ausbildung
Seine Eltern waren der Reserve-Leutnant, Schiffsverwalter und spätere Ekstraskriver Johan Christian Tønsberg (1788–1832) und dessen Frau Anne Marie Olsen Dahl (1788–1837). Er heiratete am 1. Mai 1835 in Bergen Maren Dorthea Bødtker (23. Januar 1813–17. Mai 1893), Tochter des Maklers Henning Arnt Schøning Bødtker (1785–1865) und Dorthea Reutzer, verwitwete Kobro (1785–1847).
Tønsberg wuchs in Bergen in engen wirtschaftlichen Verhältnissen auf. Mit 14 Jahren bekam er eine Stelle als Kontorist im Justizamt des Stiftsobergerichts und in der Behörde des Stadt-Schreibers. Mehrere Jahre hatte er eine unentlohnte Lehrerstelle an der Sonntagsschule, und 1834 bis 1839 war er Assistent beim Stadtvogt in Bergen. Tønsberg war strebsam und lernte nach Dienstschluss, so dass er 1834 in Christiania das Preliminærexamen bestand. Danach kehrte er zu seiner Arbeit und den Abendkursen in Bergen zurück.

## Berufliche Anfänge
1839 zog er mit seiner Frau und drei Kindern nach Christiania, unter anderem, um sich weiterzubilden. Er wurde Kopist im Finanzministerium und arbeitete bei mehreren Rechtsanwälten am obersten Gerichtshof, begann aber auch mit Nachlassverwaltung, Auktionsangelegenheiten und anderen Geschäften. Nebenbei studierte er Rechts- und Wirtschaftswissenschaften und legte 1845 ein sehr gutes Staatsexamen ab. Als Leiter eines Auktionshauses erhielt er nachgelassene Büchersammlungen und Verlagsremittende, oft zusammen mit den Verlagsrechten und begann mit dem freihändigen Verkauf. Als das Verlagshaus „Guldberg und Dzwonkowski“ 1844 seinen Geschäftsbetrieb einstellte, übernahm er einen Großteil der juristischen Literatur des Verlages. Im Herbst 1844 gab er den Ersten Teil von Den norske Obligationsret (Norwegisches Schuldrecht) heraus. Im Laufe weniger Jahre kamen noch zwei Teile hinzu, dazu das Familienrecht und eine Einführung in die norwegische Rechtswissenschaft, die anonym von dem 23-jährigen Juristen Torkel Halvorsen Aschehoug verfasst worden war. Die juristische Abteilung des Verlages wurde ständig erweitert, und der Verlag gewann einen guten Ruf auf diesem Gebiet.

## Der Erfolg
Mit der Zeit ließen auch die meisten damals bekannten Historiker ihre Werke bei Tønsberg verlegen, so Rudolf Keyser und Ludvig Daae. 1851 war er Mitbegründer der norwegischen Buchhändlervereinigung. Der größte Erfolg war die Herausgabe von Peter Andreas Munchs zentralem und bedeutenden Werk Det norske Folks Historie 1851 bis 1863 in acht Bänden. Munch war kein einfacher Kunde. Er war mit dem Honorar unzufrieden, war ständig in Geldnot und hatte übertriebene Auffassungen über die Aufgaben eines Verlegers. Das Honorar betrug 7.000 Speziestaler. Tønsberg verlor bei der Herausgabe 2.500 Speziestaler. 1861 versuchte Munch, sein Werk beim Gyldendal-Verlag in Kopenhagen unterzubringen, doch der lehnte ab, weil er Munch als an Tønsberg gebunden ansah, und Tønsberg fühlte sich verpflichtet, das Werk bis zu Ende zu betreuen.
Tønsberg hatte Henrik Wergeland in Bergen kennengelernt und wurde dessen bester Freund und Stütze. Er kaufte die Remittenden seiner Werke von einem Kleinverlag. Als Wergeland in Geldnot sein Haus „Grotten“ verkaufen musste, war Tønsberg der Auktionator. Er kaufte ohne Wissen Wergelands das Haus selbst und ließ Wergeland dort weiter wohnen, bis er eine angemessenere Wohnung finden würde. Am Ende verkaufte er „Grotten“ mit Verlust. Nach dem Tode Wergelands gab Tønsberg dessen Schriften heraus, aber das Interesse an Wergeland ging zurück, und auch diese Herausgabe endete mit Verlust. An Belletristik bestand in Norwegen geringes Interesse. Trotzdem brachte Tønsberg einige Gedichtbände auf den Markt. Er gab Henrik Ibsens Das Fest auf Solhaug heraus, aber ohne Erfolg. Dann verlegte er Magnus Brostrup Landstads Norske Folkeviser.

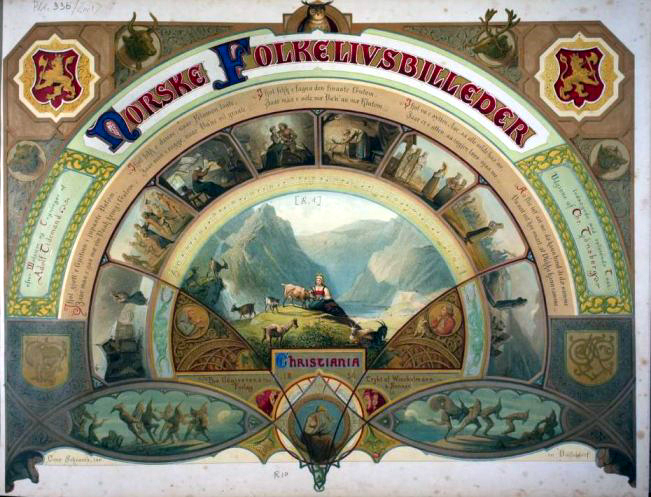
Eines der von Tønsberg herausgegebenen Bildtafeln, gezeichnet von Adolph Tidemand, Lithografie von Caspar Scheuren

Tønsberg hing der norwegischen Nationalromantik an und arbeitete mit vielen Künstlern zusammen. Daraus entstanden verschiedene Bildbände, teilweise mit Bildtafeln im Folioformat. Er wollte Norwegen mit seiner Natur und Kultur im In- und Ausland bekannt machen. Das größte Werk war Norske folkelivsbilleder, malerier og tegninger av A. Tidemand in drei Bänden. Die Bilderklärungen waren in drei Sprachen verfasst: Norwegisch, Deutsch und Englisch und waren für den europäischen Markt bestimmt. Die Farblithographien waren von Caspar Scheuren nach einer Vorlage von Adolph Tidemand gefertigt. Als Autoren gewann er unter anderen Welhaven und Ivar Aasen. Die meisten dieser Bücher wurden in Berlin hergestellt. Die farbigen Bildbände lösten damals in Norwegen Begeisterung aus. Aber es war ein Verlustgeschäft. Die Bände mit den Bildtafeln kosteten 21.000 Speziestaler. Erlös erbrachte nur 13.000 Speziestaler. Er erhielt 1857 einen günstigen Kredit vom Storting in Höhe von 5.000 Speziestaler zu 4 % Zinsen und gegen seine Lebensversicherung als Sicherheit. Er sollte zehn Jahre 250 Speziestaler zurückzahlen. Obgleich das Ausfallrisiko als hoch eingeschätzt wurde, hielt das Finanzkomitee und das Storting die Stützung des Verlages für eine nationale Aufgabe. Fünf Jahre später, als die Hälfte abbezahlt war, ersuchte er um eine Herabsetzung der Tilgungsrate. Aber auch diese Herabsetzung auf zweimal jährlich 75 Speziestaler und eine spätere weitere Reduzierung auf 50 Speziestaler jährlich ohne Zinsen konnten den Konkurs nicht abwenden.

## Der Niedergang
Er redigierte viele wichtige Werke selbst, aber er war mehr mit verdienstvollen Ausgaben beschäftigt, als mit seiner Finanzsituation und einer ordentlichen Kalkulation. Er startete später mehrere Versuche, seinen Verlag zu verkaufen. Schließlich veranstaltete er eine Lotterie, in der er seine Bücher als Preis einsetzte. Der Hauptgewinn war 100 Speziestaler wert. Jedes Los kostete 1 Speziestaler. Der Gewinn reichte nicht für seine Schulden. Eine erneute Lotterie musste mangels Interessenten abgebrochen werden. Im Mai 1864 musste er Konkurs anmelden und sein Buchlager wurde zwangsversteigert. Tønsberg begann zu kränkeln und arbeitete nun bis 1874 als Zollkassierer in Tvedestrand. Dann ging er in Rente. Ein Jahr später erhöhte das Storting seine Rente ob seiner Verdienste um die norwegische Kultur. Er setzte seine Verlagsaktivitäten in bescheidenem Umfang bis 1891 fort. Seine letzten Jahre waren geprägt von Sorgen, und er war fast erblindet. Als er starb, betrugen seine Schulden noch 7.438,47 Speziestaler. Die verpfändete Lebensversicherung erbrachte nur 1.400 Speziestaler.

## Ehrungen
Tønsberg war zu einer kulturellen Institution geworden. Er hatte guten Kontakt zum Königshaus. Er wurde 1854 Generalkonsul des Königreichs Baiern (bis 1870). 1857 bis 1860 war er Generalkonsul von Mecklenburg. 1878 bis 1892 war er Konsul der Vereinigten Staaten von Kolumbien. 1879 bis 1888 war er Generalkonsul für Liberia und 1881 bis 1886 von Rumänien.
Er war Kommandeur des Ordens der afrikanischen Befreiung (Liberia), Ritter des Dannebrog-Ordens, Ritter 1. Klasse des Ordens vom Heiligen Michael (Bayern), Ritter des Ordens Karls III. (Spanien), Ritter I. Klasse des Friedrichs-Ordens (Württemberg), Ritter 1. Klasse des Ordens Franz I. (Neapel und beide Sizilien), Ritter des Guelphen-Ordens (Hannover), Ritter des Ordens der Krone von Rumänien und Ritter des Ordens vom Zähringer Löwen (Baden).

## Wichtige Ausgaben
- Hasselnødder von Wergeland und dessen Samlede Skrifter.
- Norske Folkeviser von Landstad
- Det norske Folks Historie von P. A. Munch.
- Norge fremstillet i Tegninger, tekst av P. C. Asbjørnsen. 1848
- Christiania og Omegn, med parallell tekst på norsk, tysk og engelsk. 1850
- Norske Nationaldragter; tegnede af forskjellige norske Kunstnere og ledsagede med oplysende Text, med parallell tekst på norsk, tysk og engelsk. 1852
- Berømte Nordmænd. En cyclus mindeblade om fortjente landsmænd i ældre og nyere tider. 1853–1856
- Norske folkelivsbilleder, malerier og tegninger av A. Tidemand. 3 Bände. 1854
- Norge. Illustreret Reisehaandbog. 1874 (Ergänzungsband 1876; neue Ausgabe: Illustreret Norge. Haandbog for Reisende. Mit 144 Ansichten und 18 Karten. 1879)
- Illustreret Christiania og omegn. 1879